# Larry Hogan (homme politique)
Pour les articles homonymes, voir Hogan.
Lawrence Joseph Hogan, Jr., dit Larry Hogan, né le 25 mai 1956 à Washington, D.C., est un homme politique américain, membre du Parti républicain et gouverneur du Maryland de 2015 à 2023.

## Biographie

### Famille et études
Fils de Lawrence Hogan, siégeant à la Chambre des représentants des États-Unis pour le 5e district congressionnel du Maryland de 1969 à 1975, Larry Hogan est diplômé d'un baccalauréat universitaire ès lettres de l'université d'État de Floride.

### Engagement politique
En 1992, il tente de battre le sortant Steny Hoyer, membre du Parti démocrate, pour le mandat qui est autrefois celui de son père, mais échoue avec 44 % des voix contre 53 % à Hoyer.

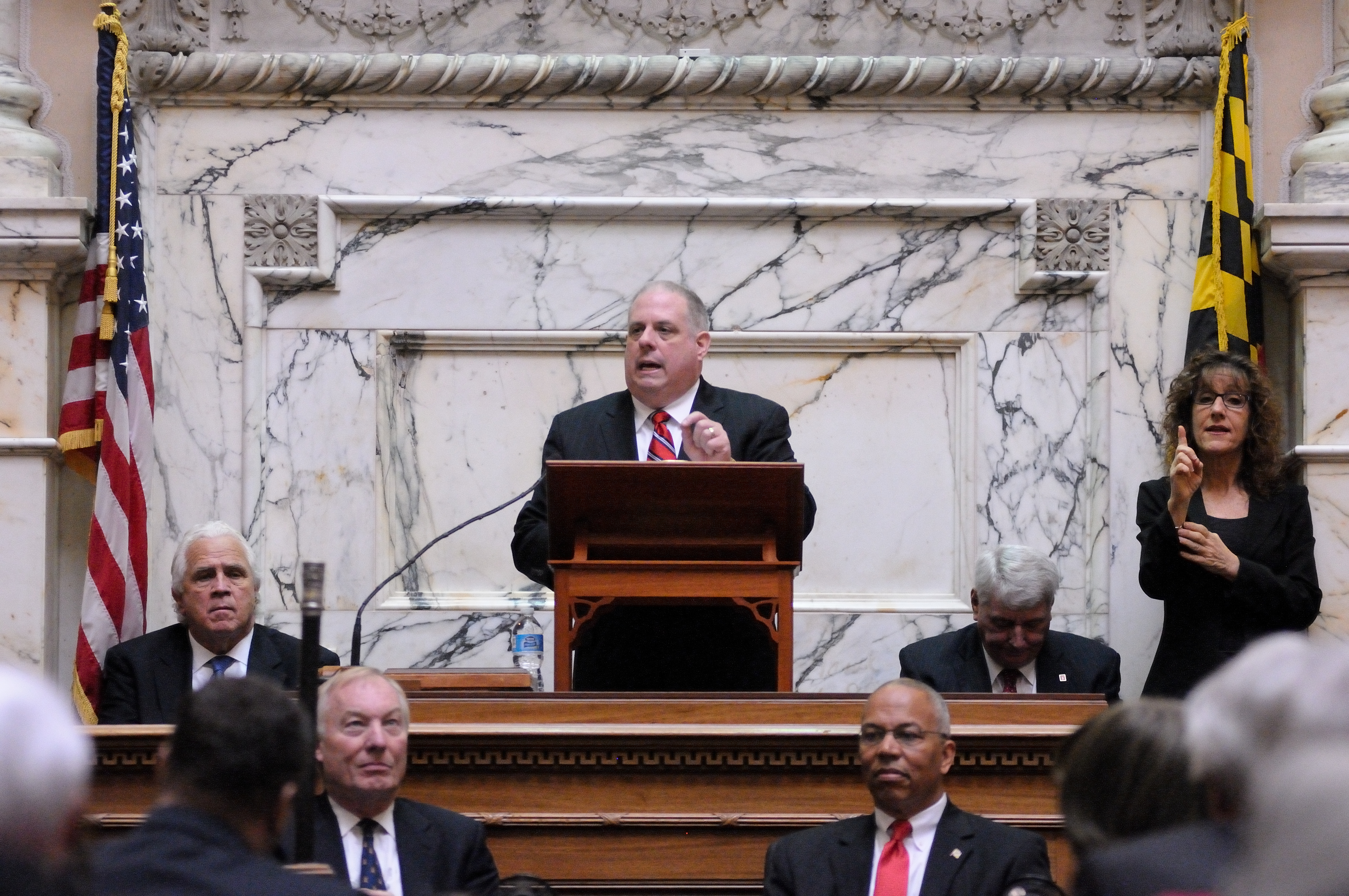
Hogan donnant le discours sur l'état de l'État de 2016.

Élu gouverneur du Maryland lors des élections de 2014 avec 51 % des voix contre 47,2 % au candidat du Parti démocrate, le lieutenant-gouverneur sortant Anthony G. Brown, Larry Hogan gouverne en tant que républicain centriste et modéré,. À la suite des émeutes de 2015 à Baltimore, il active la Garde nationale pour rétablir l'ordre.
Populaire, il soutient Chris Christie lors des primaires présidentielles de 2016 et se garde d'afficher tout soutien pour leur gagnant, Donald Trump, bien qu'il assiste à son investiture à la suite de l'élection de ce dernier. Il est réélu lors des élections de 2018 avec 55,4 % des suffrages contre 43,5 % à Ben Jealous, ancien président de la NAACP (2008-2013). Lors de la pandémie de Covid-19 aux États-Unis, Hogan se montre fermement critique envers le président Trump et sa gestion de crise.
Après des spéculations sur une potentielle candidature aux primaires républicaines contre Donald Trump, il annonce finalement ne pas se présenter et apporte ultérieurement son soutien à Nikki Haley. En février 2024, il annonce sa candidature à l'élection sénatoriale pour succéder au démocrate Ben Cardin, non candidat à sa réélection. Le 14 mai 2024, il remporte la primaire républicaine et affronte la cheffe de l'exécutif du comté de Prince George, Angela Alsobrooks, lors de l'élection générale. Durant sa campagne, Larry Hogan affirme que, comme en 2016 et en 2020, il ne votera pas pour Donald Trump lors de l'élection présidentielle. Le 5 novembre, il perd largement l'élection générale contre son adversaire démocrate.